# La casa de Hades
La casa de Hades (título original en inglés: The House of Hades) es el cuarto libro de la serie Los héroes del Olimpo, del escritor Rick Riordan, y fue lanzado el 8 de octubre de 2013. Riordan describe el libro como una obra intensa y tiene más acción que cualquiera de sus trabajos anteriores. Los narradores de este libro son Hazel, Annabeth, Leo, Percy, Frank, Jason y Piper, lo que significa que los siete héroes se turnan al narrar la historia.

## Sinopsis
Al final de La marca de Atenea, Annabeth y Percy caen en un pozo que conduce directamente al Tártaro. Los otros cinco semidioses tienen que dejar a un lado su dolor y seguir las instrucciones de Percy para encontrar el lado mortal de las puertas de la muerte. Si son capaces de abrirse paso a través de las fuerzas de Gaia, y Percy y Annabeth pueden sobrevivir en el Tártaro, ¿podrán los siete sellar las puertas en ambos lados y evitar que Gaia despierte de su sueño eterno? Pero, se pregunta Leo, si las puertas están cerradas, ¿cómo podrán escapar Percy y Annabeth?

## Argumento
La casa de Hades empieza en la mañana del 3 de julio, dos días después del final de La Marca de Atenea, en el noroeste de alguna parte de Italia. El Argo II está tratando, sin éxito, de volar hacia el este sobre los Montes Apeninos que recorre el centro de la Península itálica pasando dioses de la montaña hostiles aliados con Gaia que tiran rocas a la nave, que no puede volar lo suficientemente alto como para evitarlos o abrumarlos con potencia de fuego. Hazel, a pesar de sus recelos atrae la atención de su padre, Plutón, orándole en busca de ayuda, y de inmediato ve a Arión corriendo por el campo. Él le relincha a ella, y ella le pide a Leo, quien está pilotando la nave, que descienda  para que pueda bajar por la escalera de cuerda para hablar con él. Arión la lleva a un cruce de caminos cercano envuelto por las tormentas donde la diosa Hécate la está esperando. Hécate le dice a Hazel que tiene cuatro opciones: ir hacia el oeste, de vuelta a los Estados Unidos con la Atenea Pártenos para detener el ataque romano inminente en el Campamento Mestizo, y dejar a Percy y Annabeth a su suerte; ir hacia el este, para hacer otro intento de cruzar los Apeninos, que conseguirá que el barco sea golpeado y destruido en pedazos, y aunque los siete sobrevivan al choque, serán eliminados de la guerra con los Gigantes; ir hacia el sur, a Epiro, alrededor del extremo sur de Italia, que tampoco salvará a Percy y Annabeth, o ir al norte, a Bolonia y luego a Venecia a través de un paso secreto a través de los Apeninos, que fue una vez utilizado por Aníbal en su ataque a Roma durante las guerras púnicas, lo que requerirá que Hazel utilice la niebla para proteger la nave y sus amigos. Hazel toma la ruta del norte y luego promete a Hécate que lo lograrán todo - cerrar las Puertas de la Muerte, detener la guerra, salvar a Percy y Annabeth, derrotar a Gaia y a los Gigantes.
Mientras tanto, Percy y Annabeth, después de haber sido arrastrados al Tártaro por Aracne, ven la tierra en el fondo del Tártaro después de una larga caída, y comienzan inmediatamente su camino hacia las puertas de la muerte, siguiendo el río Flegetonte. Se ven obligados a beber agua ardiente del río con el fin de sobrevivir y curar sus heridas, ya que no hay ambrosía o néctar en el Tártaro. Son atacados por Empusas, incluyendo a Kelli, con la que Percy y Annabeth lucharon en La batalla del laberinto, pero son inesperadamente rescatados por el Titán Jápeto, que luchó por Percy, con su mente limpia en el río Leteo, convirtiéndolo en dulce y servicial, y convencerlo de que su nombre era en realidad Bob. Jápeto/Bob entonces se une a ellos en su viaje de vuelta al mundo.
Cuando el  Argo II  planea sobre Bolonia, es abordado por dos enanos traviesos, Akmon y Pasalos, que roban la esfera de Arquímedes de Leo, su cinturón de herramientas, el cuchillo de Piper y huyen. Leo y Jason van a perseguirlos a la ciudad y en la esquina en su guarida en señal de Bolonia, en Las dos torres los atrapan y los obligan a devolver los objetos robados, así como un astrolabio y un viejo libro que resulta pertenecer al dios agrícola Triptolemo, que vive en Venecia. Leo permite a los enanos mantener el resto de su botín y ellos van a Nueva York para hostigar al ejército romano y a Octavio, que plantean atacar el Campamento Mestizo.
Después, la tripulación del Argo II parte cara a Venecia a devolver el libro robado a Triptolemo y pedirle ayuda. Frank, Hazel y Nico -quien nació en Venecia y todavía habla italiano- entra en la ciudad y les resulta infestada de monstruos herbívoros llamados catoblepas, que fueron inadvertidamente introducidos en Venecia con los restos de su patrona, San Marcos, desde Egipto hace muchos siglos. Ellos exhalan su veneno, que hace enfermar a Hazel. Ellos encuentran a Triptólemo, inicialmente indispuesto a ayudar, porque es un hijo de Deméter, cuya hija, hermana Triptólemo-Perséfone-, fue secuestrada y obligada a casarse con el padre de Nico y Hazel. Cuando Nico protesta, lo transforma en una planta. Frank los convence al ver que el carro de Triptólemo una vez utilizado para viajar a través del mundo para transmitir la enseñanza de la agricultura mundial está desactivado debido a tener solo una de las dos serpientes que necesita para volar, dejando solo una. Frank usa el regalo de su padre para convertirlo en una pitón, que él le da a Triptolemo para reemplazar la serpiente que falta en su carro. Triptólemo luego convierte de nuevo a Nico en humano, sana a Hazel, y les dice cómo sobrevivir a una dura prueba que deben enfrentar para entrar en la casa de Hades: para ser inmunizados del veneno deben beber, antes de entrar, una torta de cebada.
Continuando hacia el sur por el mar Adriático hacia Grecia, la tripulación del Argo II es asaltado en la costa de Croacia por un bandido llamado Esciro que es asistido por una tortuga marina gigante. Mataba a sus víctimas haciéndoles lavar sus pies y luego las pateaba hacia un acantilado en el mar para que la tortuga devorase a las víctimas. Hazel utiliza la Niebla para engañar a Esciro para patear a Hazel, ella lo bota y él termina engullido por su propia tortuga.
Luego Jason descubre un secreto del hijo de Hades que promete no revelar (Nico está enamorado de Percy). Annabeth y Percy casi mueren en el Tártaro. Bob, el titán y Damasén, el gigante se sacrifican por ellos, luchando contra Tártaro, el dios que había adquirido su cuerpo físico. Finalmente Bob le hace una petición a Percy, que le diga hola a las estrellas por él. Ellos logran salir con ayuda de sus amigos y cuando regresan al barco se encuentran con Reyna, llorando la muerte de su pegaso.
Finalmente Nico accede a llevar a Reyna al Campamento Mestizo. Cuando se van, Percy es consciente de que no les queda mucho tiempo pero, al mirar al cielo estrellado recuerda su promesa y exclama: "Bob os manda saludos".

## Personajes principales

### Los Siete
- Percy Jackson (hijo de Poseidón)[3]
- Annabeth Chase (hija de Atenea)[3]
- Jason Grace (hijo de Júpiter)[3]
- Leo Valdez (hijo de Hefesto)[3]
- Piper McLean (hija de Afrodita)[3]
- Frank Zhang (hijo de Marte)[3]
- Hazel Levesque (hija de Plutón)[3]

### Tripulación adicional del Argo II
- Nico di Angelo (Hijo de Hades)
- Gleeson Hedge (Sátiro)

### Otros
- Reyna Ávila Ramírez-Arellano (Pretora del Campamento Júpiter, hija de Belona)
- Octavio  (Augur del Campamento Júpiter, descendiente de Apolo)
- Rachel Elizabeth Dare (Mortal, Oráculo de Delfos en el Campamento Mestizo)
- Grover Underwood (Sátiro del Campamento Mestizo)
- Triptólemo (Instructor divino de la agricultura)
- Los Cercopes (Akmon y Passalos, ladrones de dinero, hijos semidioses del titán Océano)
- Calipso (Ninfa hija del titán Atlas)

## Dioses, titanes y gigantes

### Dioses Olímpicos
| Nombre griego | Nombre romano | Descripción                                               |
| Ares          | Marte         | Dios de la guerra                                         |
| Atenea        | Minerva       | Diosa de la sabiduría y la arquitectura                   |
| Deméter       | Ceres         | Diosa de la agricultura                                   |
| Afrodita      | Venus         | Diosa del amor y la belleza                               |
| Hades         | Plutón        | Dios del Inframundo                                       |
| Hera          | Juno          | Reina de los dioses y diosa de la familia y el matrimonio |
| Poseidón      | Neptuno       | Dios de los mares                                         |
| Zeus          | Júpiter       | Rey de los dioses y dios del cielo                        |

### Dioses menores
| Nombre griego | Nombre romano | Descripción             |
| Eros          | Cupido        | Dios del amor           |
| Hécate        | Trivia        | Diosa de la magia       |
| Némesis       | Envidia       | Diosa de la venganza    |
| Noto          | Austro        | Dios del viento del sur |
| Tánatos       | Mors          | Dios de la Muerte       |
| Céfiro        | Favonio       | Dios del viento oeste   |

| Nombre griego | Nombre romano | Descripción                     |
| Gea/Gaia/Gaya | Terra         | Diosa de la Tierra              |
| Nix           | Nox           | Diosa de la Noche               |
| Caos          | Caos          | Dios del universo y la Creación |
| Tártaro       | Tártaro       | Dios del abismo                 |
| Hemera        | Hemera        | Diosa del Día                   |
| Geras         | Geras         | Dios de la vejez                |

### Titanes
| Nombre griego | Nombre romano | Descripción                                   |
| Jápeto        | Jápeto        | Titán del oeste                               |
| Ceo           | Ceo           | Titán del norte                               |
| Hiperión      | Hiperión      | Titán de la luz y del este                    |
| Críos         | Críos         | Titán del sur                                 |
| Cronos        | Saturno       | Titán, padre de los dioses y señor del Tiempo |

### Gigantes
| Porfirio       | Porfirio       | Rey de los gigantes y antítesis de Zeus/Júpiter |
| Polibotes      | Polibotes      | Gigante, antítesis de Poseidón/Neptuno          |
| Alcioneo       | Alcioneo       | Gigante, antítesis de Hades/Plutón              |
| Elfiates y Oto | Efialtes y Oto | Gemelos gigantes, antítesis de Dionisio/Baco    |
| Damasén        | Damasén        | Gigante pacífico, antítesis de Ares/Martes.     |
| Encélado       | Encélado       | Gigante, antítesis de Atenea/Minerva            |
| Cilitio        | Cilitio        | Gigante, antítesis de Hécate/Trivia             |